# Скубі-Ду! Легенда про Фантозавра
«Скубі-Ду! Легенда про Фантозавра» (англ. Scooby-Doo! Legend of the Phantosaur) телевізійний мультфільм-таємниця 2011 року і шістнадцятий мультфільм про Скубі-Ду, випущений відразу на DVD. Він був вперше показаний на телеканалі Cartoon Network 3 вересня 2011 року.

## Сюжет
Після того, як корпорація «Таємниця» розслідувала загадку, пов'язану із привидами, Шеггі довелося доставити у лікарню через те, що він кричав кілька годин без перерви. Лікар порекомендував групі відпочити від розгадування таємниць, і вони вирушають у віддалене місто у Нью-Мексико. Приїхавши туди, вони відвідують спа-центр містера Хаблі, але дізнавшись, що на даний момент там немає їжі, друзі вирушають у місцеве кафе.
Прибувши на місце, всі, крім Шеггі і Скубі-Ду вирушають на палеонтологічні розкопки, якими керує професор Сванкмаєр. Тим часом, Шеггі та Скубі, наївшись, ідуть пустелею, однак стикаються з Фантозавром (якого професор Сванкмаєр описав як аппалачіозавра), хоча їм вдається втекти. Тим часом на розкопках Велма зустрічає учня Сванкмаєра, Вінсора, і миттєво закохується в нього, а Фред з Дафною продовжують шукати підсказки.
Повернувшись до спа-центру, Шеггі та Скубі-Ду чують від містера Хаблі місцеву легенду про Фантозавра, згідно з якою Фантозавр є духом, викликаним корінними американцями, щоб захистити свою землю від конкістадорів. Проте, згідно з легендою, цей дух пішов проти них самих. Трохи згодом містер Хаблі гіпнотизує Шеггі за допомогою свого апарату, щоб той ставав хоробрим, почувши слово «погано», та повертався до звичного режиму, почувши це слово знову. Однак після того, як він наказує Шеггі все забути, він сам піддається гіпнозу і забуває ключове слово.
Тим часом Фред, Дафна і Велма продовжують шукати підказки, однак вони не звертають увагу на те, що багато слідів ведуть до тієї частини печери, в якій, згідно зі словами Вісзора, водиться багато змій. Тим часом Шеггі та Скубі заходять в ресторан поїсти, але зустрічаються з байкерами. Однак почувши слово «погано», Шеггі перемагає всю банду, яка хотіла побити їх із Скубі, проте після цього зустрічається з їх босом, який кидає виклик Шеггі, суть якого полягає в змаганні на мотоциклах. Шеггі погоджується, хоча раніше він ніколи не їздив на мотоциклі. Бос банди, виходячи з ресторану, пригрозив Шеггі, та сказав ключове слово, після того Шеггі повертається до звичного режиму. Він починає боятися змагання. Трохи пізніше Дафна вчить Шеггі кататися на мотоциклі.
Перед самим початком гонки Шеггі чує слово «погано» і майже перемагає. Раптово з'являється Фантозавр, і Шеггі сам каже слово «погано», через що ледь не програє, хоча все-таки йому вдається виграти. Врешті-решт з'ясовується, що було два Фантозаври, які були роботами, керованими двома місцевами гірними інженерами.
Трохи згодом, команда приходить до Хаблі та бачать, що йогг голограмний проектор зник. На них нападають зграя рогатих велоцирапторів та гігантський вогняний Фантозавр. Однак друзям вдається зупинити злочинців та з'ясувати, що велоцираптори — це всього лише люди в костюмах, а Фантозавр — голограмна проєкція, якою керували Сванкмаєр та Вінсор. Вони зробили це, тому що знайшли повністю неушкодженого аллозавра, який застряг у гігантському кристалі і не хотіли, щоб хтось про це дізнався.
Однак раптово спрацьовує вибухівка, проте Шеггі чує ключове слово і веде всіх до виходу. Однак коли Дафна каже слово «погано» Шеггі знову починає боятися, хоча він старається залишатися сміливим. Врешті-решт він рятує всіх, а байкери допомагають всім вибратися. Сванкмаєра, Вінсора та його спільників заарештовують, хоча Велма каже, що рада була б зустрітися з Вінсором після того, як він вийде з в'язниці, і він погоджується.
В кінці мультфільму містер Хаблі вирішує розгіпнотизувати Шеггі, але випадково гіпнотизує себе та Фреда, Дафну, Велму і Скубі. В сцені після титрів вся команда, одягнена як Шеггі їде по пустелі в Містичній машині, на якій теж є перука Шеггі.

## У ролях
| Актор                 | Роль                                                        |
| --------------------- | ----------------------------------------------------------- |
| Френк Велкер          | Скубі-Ду, Фред Джонс, деякі байкери                         |
| Метью Ліллард         | Шеггі Роджерс, Шекі Джо                                     |
| Мінді Кон             | Велма Дінклі                                                |
| Ґрей ДеЛісл           | Дафна Блейк                                                 |
| Кеті Кавадіні         | Фейт                                                        |
| Джон ДіМаджо          | Фріц, деякі байкери                                         |
| Майкл Ґоф             | містер Беббіт, Блер, студент №1, деякі байкери              |
| Метью Грей Габлер     | Вінсор                                                      |
| Фінола Г'юз           | професор Сванкмаєр                                          |
| Маулік Панчолія       | лікар                                                       |
| Кевін Майкл Річардсон | Текс, поліцейський №2, студент №3, деякі байкери            |
| Фред Віллард          | містер Хаблі                                                |
| Дейв Віттенберґ       | поліцейський №1, студент №2, поліцейський №3, деякі байкери |
| Ґвендолін Йо          | міс Фетіч                                                   |